# Glina (przystanek kolejowy)
Glina – przystanek kolejowy we wsi Glina pow. kwidzyński, woj. pomorskie.